# Entusiasmo

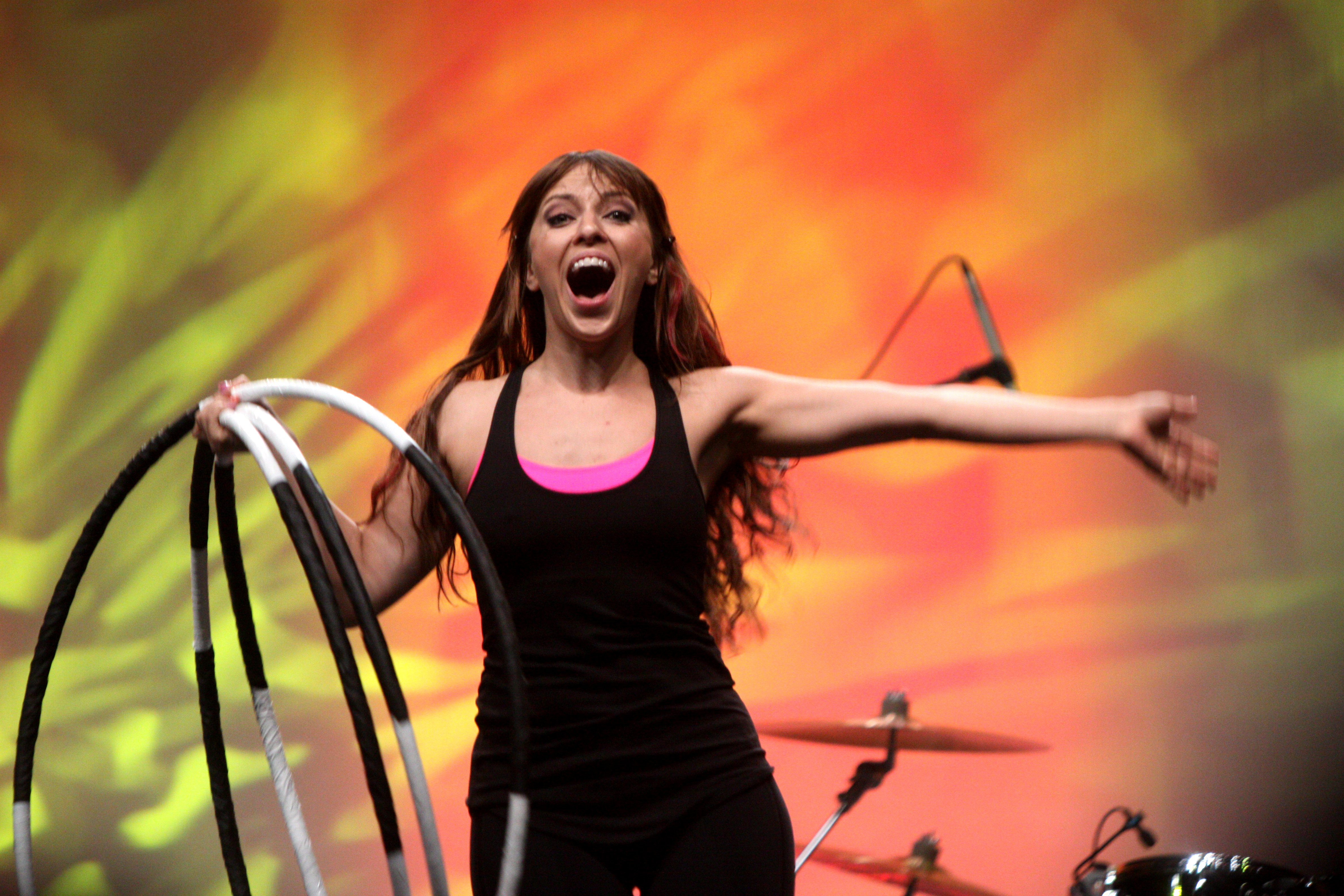
Bailarina llena de entusiasmo

El entusiasmo es una exaltación del ánimo por algo que lo cautive. 
Se nombra con una voz usada en la Grecia antigua; es palabra compuesta de otras tres: «en», «theou» y «asthma», que significan juntas «soplo interior de Dios». El Diccionario de la lengua española decía que es:

el vigor y vehemencia con que hablan o escriben los que son o parecen inspirados. Dícese comúnmente del furor o arrebatamiento de la fantasía de los poetas.

Desde 1817, fecha de aquella edición del Diccionario, la definición se ha hecho más extensa y al pasar la voz griega al lenguaje vulgar, envuelve sentido algo más serio que el de pitonisas, sibilas, vates o artistas. El entusiasmo individual o colectivo es la exaltación, la excitación del espíritu humano que sale de su estado reflexivo y tranquilo, conmovido generalmente por un impulso desconocido hacia lo bueno o hacia lo bello.